# Захар Беркут (фильм, 2019)
«Захар Беркут» (англ. The Rising Hawk — «Взлетающий ястреб», укр. Захар Беркут) — совместный украинско-американский художественный фильм режиссёров Ахтема Сеитаблаева и Джона Винна, экранизация одноимённой исторической повести «Захар Беркут» Ивана Франко. Слоган фильма — «В свободе моя сущность».
Лента вышла в прокат 10 октября 2019 года.

## Синопсис
1241 год. Монгольская орда во главе с темником Бурундой движется на запад, истребляя все на своём пути и захватывая пленных. Дойдя до высоких Карпатских гор, войско останавливается у подножия. Ночью местные охотники братья Беркуты тайком пробираются в лагерь и освобождают пленных. В ярости хан решает идти напрямик, чтобы отомстить и уничтожить карпатские поселения, для чего находит предателя среди местных, который открывает ему тайный проход в горах. Небольшая община горских охотников под руководством Захара Беркута составляет свой план, чтобы навсегда остановить многочисленного врага.

## В ролях
| Актёр                      | Роль         |
| -------------------------- | ------------ |
| Роберт Патрик              | Захар Беркут |
| Томми Фленаган             | Тугар Вовк   |
| Рокки Майерс               | Иван         |
| Поппи Дрейтон              | Мирослава    |
| Алекс Макниколл            | Максим       |
| Андрей Исаенко             | Петро        |
| Олег Волощенко             | Гард         |
| Элисон Дуди                | Рада Беркут  |
| Алина Коваленко            | Росана       |
| Оливер Тревена             | Богун        |
| Виктор Жданов              | Хорун        |
| Цэгмид Цэрэнболд           | Бурундай     |
| Аян Отепберген             | Нергуй       |
| Ержан Нуримбет             | Мерке        |
| Даулет Абдыгапаров         | Кунг         |
| Олег Стефан                | Левко        |
| Марина Кошкина             | Устя         |
| Станислав Лозовский        | Сокол        |
| Виктория Клещенко-Пилипчук | мать Соньки  |
| Михайло Черняков           | Сонько       |

## Производство
В декабре 2017 года компания Kinorob подписала договор со своей материнской компанией FILM.UA Group о предоставлении пакета услуг на специальных условиях для производства, промотирования и дистрибуции исторического экшена «Захар Беркут».
Лента «Захар Беркут» стала победителем в 9 конкурсном отборе кинопроектов Государственного агентства Украины по вопросам кино. Бюджет фильма должен был составить ₴ 75 млн, из которых ₴ 30 млн — поддержка Госкино, но итоговая общая смета ленты составила ₴ 113.5 млн.
Одноимённую повесть украинского классика Ивана Франко в киносценарий адаптировали Ярослав Войцешек и Ричард Ронат. В своем видеоблоге режиссёр Ахтем Сеитаблаев отметил, что основной посыл произведения Ивана Франко будет сохранен, но в фильме появятся новые персонажи и сюжетные линии.
Съемки фильма проходили в Карпатских горах и под Киевом. Среди известных мест съёмок было озеро Синевир.
13 июня 2018 года было сообщено, что к съёмочной группе присоединились коллеги из Голливуда, а именно режиссёр Джон Винн (он выступит в роли сорежиссёра фильма), а также продюсеры Джефф Райс, Юрий Карновский и Раджа Коллинз. Украинская команда во главе с Ахтемом Сеитаблаев отвечает за всю творческую и содержательную часть «Захара Беркута», а голливудские партнеры обеспечивают коммуникацию с международным актёрским составом ленты и помогают с продвижением проекта на североамериканском рынке.
«Сотрудничество с американскими партнерами — это в первую очередь, наш шанс рассказать всему миру эту невероятную героическую историю Ивана Франко, показать красоту украинских Карпат, дать возможность больше узнать о нашей истории, древних традициях, услышать настоящую украинскую музыку, „инфицировать“ не только украинского, но и западного зрителя нашей страной», — прокомментировал режиссёр фильма Ахтем Сеитаблаев.
Съемки начались 15 июня 2018 года в Закарпатье в Синевирской Поляне. Съёмочный период длился до 1 сентября 2018 года.
Партнером и историческим консультантом ленты выступает «Международный Фонд Ивана Франко» во главе с внуком выдающегося писателя Роландом Франко . Меморандум о сотрудничестве подписан 24 ноября 2017.
По словам режиссёра, ленту снимали на английском языке, но для украинского проката лента дублирована на украинский язык.
8 октября 2019 года украинская рок-группа Океан Эльзы выпустила саундтрек к фильму под названием Перевал.

## Релиз

### Промо-кампания
В начале сентября 2019 в харьковском издательстве КСД вышел роман-первоисточник Ивана Франко «Захар Беркут» в кинооформлении.
В начале октября 2019 году Ощадбанк выпустил памятную монету номиналом «500 камерунских франков» с изображением «Захара Беркута» в зрительном исполнении фильма 2019 года. Также в начале октября в Укрпочте вышла юбилейная коллекция марок в зрительном исполнении фильма 2019 года.

### Прокат на Украине
Выход ленты в прокат на Украине изначально планировался на 10 октября 2019; дистрибьютор — UFD . Позже стало известно, что прокатчик фильма на Украине изменился с UFD на FILM. UA Distribution и MMD UA; вышел фильм — 10 октября 2019.
Фильм провалился в прокате. При бюджете в 113,5 млн грн, кассовые сборы составили всего 35,3 млн грн

### Прокат за рубежом
В феврале 2019 стало известно, что производители ленты уже предварительно продали права на показ ленты в Испанию, Францию, Италию, Южную Корею, США, Японию, Индию и Молдову.